# Dakaka
Le dakaka (ou baiap ou ambrym du Sud) est une langue océanienne parlée par 1 200 locuteurs dans le sud d’Ambrym, au Vanuatu. Ses dialectes sont le sevisi et plusieurs autres.